# 모하메드 드래거
모하메드 드래거(아랍어: محمد دراغر, Mohamed Dräger, 1996년 6월 25일 ~ )는 튀니지의 축구 선수로 현재 스위스 슈퍼리그의 클럽인 바젤에서 활약하고 있다. 포지션은 라이트 백, 우측 윙어이다.